# Danny Abdalla
Danny Abdalla (født Hussein Ali Abbas) er eller var præsident for Den Internationale Klub, en kriminel gruppe i Danmark bestående hovedsageligt af indvandrere. Han har afsonet en narkodom i Statsfængslet Østjylland og siden en dom for vold og afpresning i Vridsløselille Fængsel.
Den kendte forsvarsadvokat Laue Traberg Smidt, tidligere folketingsmedlem for Venstre og generalsekretær for Red Barnet, er blevet idømt 30 dages betinget fængsel for at have lækket oplysninger til Danny Abdalla.
Danny Abdalla blev i 2007 genstand for et meget omtalt hadebrev fra Hells Angels-rockeren "Jønke".
Ifølge Jønke blev Abdalla smidt ud af Den Internationale Klub i 2008.

## Israelsk kollaboratør
Abdallah er i Danmark på tålt ophold, da han risikerer dødstraf, hvis han bliver sendt tilbage til sit hjemland, Libanon. Han er kommet på Hizbollahs dødsliste efter at have samarbejdet med den israelske efterretningstjeneste Mossad om at snigmyrde Hizbollahlederen Ragheb Harb i 1985 og for at bortføre Hizbollahchefen sheik Abdul Karim Obeyd i 1989. Dette foregik under den libanesiske borgerkrig, da Israel invaderede landet. I 1989 flygtede han til Israel og i 1992 til Danmark sammen med sin israelske kone. Parret bor i Aalborg og har fire børn. I juni 2001 blev han idømt 15 års fængsel in absentia af Beirut-domstolen.